# Tóth István (ókortörténész)
Tóth István (Pápa, 1944. május 15. – Pécs, 2006. augusztus 10.) magyar egyetemi oktató, ókor- és vallástörténész. Halála után, 2006. szeptember 4-én a Pécsi Tudományegyetem a „Pro Facultate Philosophica Universitatis Quinqueecclesiensis” kitüntetésben részesítette.

## Élete
1947–1967 között Debrecenben élt, itt szerzett történelem szakos tanári diplomát – és ókori történelemből külön szakképesítést – a Kossuth Lajos Tudományegyetemen. Bölcsészdoktori vizsgát 1977-ben tett az Eötvös Loránd Tudományegyetemen, summa cum laude eredménnyel. Szakmai vizsgáztatói: Hahn István és Kákosy László voltak. Egyetemi diplomája megszerzése után nem kért állást az akkor még létező elosztó bizottságtól, hanem népművelő muzeológusként helyezkedett el a Fitz Jenő igazgatta székesfehérvári István Király Múzeumban. Később dokumentátor lett az MTA Történettudományi intézetében, majd tudományos segédmunkatárs a Harmatta János vezette Ókortudományi Kutatócsoportban. 
1978–1982 között a keszthelyi Helikon Könyvtár vezetője, innen a szombathelyi Tanárképző Főiskolára, majd – megalakulásakor – 1983-ban, a pécsi Janus Pannonius Tudományegyetemre került adjunktusként, 1997-től pedig haláláig docensként dolgozott ugyanitt. 1993–1996 között a Pázmány Péter Katolikus Egyetemen is tanított.

## Tudományos művei
Oktatói munkája mindvégig szorosan kapcsolódott tudományos tevékenységéhez: írt egyetemi jegyzetet és tankönyvként használt egyetemi segédkönyvet. Ezt a munkáját (szerzőtársa a tanítványa, Szabó Ádám volt) a Pécsi Tudományegyetem 2000-ben az év legjobb publikációja címmel jutalmazta. Kutatási területe: a római császárkor társadalomtörténete, Pannonia és Dacia provinciák története, római vallástörténet, epigráfia. Számos könyve és közel 130 szakmai tárgyú publikációja jelent meg ezekből a témákból magyar, német, angol, francia és olasz nyelven.
Fontosabb, ismertebb három könyve:
- A rómaiak Magyarországon. Bp. 1975. Gondolat, 242 l. Magyar História. 2. kiad. Bp. 1979
- Epigraphica Pannonica 1-2. Egyetemi segédkönyv. Szerk.: Tóth I., ford.: komm. Pozsárkó Cs.–Szabó Á. Pécs, 1998
- Mithras Pannonicus. Esszék – Essays (Specimina Nova Univ. Quinqueeccl. XVII.) 146 p. Bp.–Pécs 2003. Martin Opitz

## Tudományos tevékenysége

### Tudományszervező-oktatói munkássága
Az 1970-es évek végén és az 1980-as évek elején szervezte és vezette a fiatal régészek-történészek körét; rendszeres találkozók és konferenciák során vitatták meg legfrissebb kutatási eredményeiket. 1983-ban, a pécsi Janus Pannonius Tudományegyetemen megszervezte az Ókortörténeti Tanszéket, amelynek kilenc évig tanszékvezetője is volt. Megalapította és munkatársaival együtt szerkesztette a Specimina Nova tanszéki évkönyvet, ennek máig több mint 20 kötete látott napvilágot. Alapító tagja volt a PTE-BTK Multidiszciplináris Doktori iskolájának. „Jó humorú, széles látókörű, kitűnő előadó volt, óráit tömegek látogatták; sok humán és természettudományos területre kiterjedő ismeretével a hallgatók százait nyűgözte le az óráin és az általa vezetett tanulmányi kirándulásokon egyaránt.”

### Konferenciák
Tudományos konferenciákon, kongresszusokon több ízben vett részt előadással, köztük az 1975-ös II. Internat. Congr. Mithraic Studies-on (Teherán). 1969-1974 között szervezője volt a Fiatal Történészek Munkakonferenciáinak (Debrecen, Eger, Sopron, Veszprém, Székesfehérvár). 1974-ben felsőbb beavatkozás leállította ezek további szervezését.

### Tudományos fokozatai
1997-ben a történettudományok (régészet) kandidátusa lett.
A 2003/2004-es akadémiai évben benyújtott „Pannoniai vallástörténet” c. nagydoktori disszertációját 2005. június 28-án védte meg, decemberben ítélték meg számára a tudományok doktora címet.
A 2005/2006. tanévben habilitációra jelentkezett (PTE Interdiszciplináris Doktori Iskola, Néprajz-Kulturális Antropológia Program). Ez év március 22-én tartotta meg habilitációs előadását: „Pannoniai elemek a magyarországi népi vallásosságban” címmel.

## Tudományos társaságok, kitüntetések
Több hazai tudományos társaság tagja volt. Az Ókortudományi Társaság Maróth Károly (1973) és Révay József-díjjal (1978) jutalmazta. 2004-ben ismét Maróth Károly díjat kapott. 2006. szeptember 4-én a „Pro Facultate Philosophica Universitatis Quinqueecclesiensis” posztumusz kitüntetésben részesítette a Pécsi Tudományegyetem.

## Emlékezete
Emlékkönyvek:
- Virtuális emlékkönyv – rokonok, kollégák, tanítványok, ismerősök emlékei és fotói Tóth Istvánról, búcsúzó gondolatai:[3]
- Nyomtatott, 3 kötetes emlékkönyv – pályatársak, tanítványok tanulmányai: Ókortudományi Dolgozatok 1. Ádám Szabó – Péter Vargyas (eds.) Cultus Deorum Studia Religionum ad Historiam Vol. I. De Oriente Antiquo et Regione Danuvii Praehistorica, In Memoriam István Tóth, Pécs, 2008. – Ókortudományi Dolgozatok 2. Cultus Deorum Studia Religionum ad Historiam Vol. II. De Rebus Aetatis Graecorum et Romanorum, In Memoriam István Tóth, Pécs, 2008. – Ókortudományi Dolgozatok 3. Cultus Deorum Studia Religionum ad Historiam Vol. III. Res Medievalia et Recentiora ab Oriens ad Europa, In Memoriam István Tóth, Pécs, 2008.[4]

Emléktáblái:
- A PTE Botanikus kertjében és a fertőrákosi Mithras-szentély előtt őrzik nevét és tisztelegnek személye és munkássága előtt.
- Emlékére a PTE-BTK Történettudományi Intézet I. emeleti nagyelőadóját – 2009. május 11-én – Tóth István-terem néven, az intézet PhD-hallgatóinak tudományos konferenciájával avatták fel.[5]
- Szombathelyen, a Savaria Megyei Jogú Városi Múzeumban őrzik Tóth Istvánnak emlékét, mint Savaria-kutatóét, elsősorban az Iseum kutatásában elért eredményeiért. Tóth István és Tóth Endre közös 70. születésnapjára készült egy felirat a Romkert régi fogadóhelyiségében.[6]

Posztumusz munkái:
- Halála után kiadatlan, illetve egy-egy folyóiratban megjelent kézirataiból elkészült egy válogatás: Tóth István: Pannoniai lakomák. Válogatás Tóth István tudományos–szépirodalmi munkáiból. (Ed.: Horváth Sz.- Kiss M. – M. H. Rauert) Vivarivm Fontivm 5. 1. kiadás. GeniaNet, Pécs 2011[7]
- II. Ünnepi Könyvudvar – XIII. POSZT Off-program; Tóth István: Mercurius szentélyében, Játék egy képben a Pécsi Tudományegyetem régészhallgatóinak előadásában. A GeniaNet Kiadó szervezésében. Az eseményről készült videó itt látható.